# Charles Jeanmaire
Pour les articles homonymes, voir Jeanmaire.
Charles Félix Jeanmaire, né le 18 mai 1841 à Noviant-aux-Prés en Meurthe-et-Moselle et mort le 21 mars 1912 à Bagnères-de-Bigorre en Hautes-Pyrénées, est un recteur d'académie en France.

## Biographie
Charles Félix Jeanmaire est née le 18 mai 1841 à Noviant-aux-Prés (Meurthe-et-Moselle) et est mort le 21 mars 1912 à Bagnères-de-Bigorre (Hautes-Pyrénées).
Fils de Jean-François Jeanmaire, cultivateur propriétaire, futur maire de Noviant, et de Catherine Assalie Laurent.
Mariage en mars 1873 avec Antoinette Huet, fille d'une inspectrice générale des salles d'asile.

### Parcours scolaire et professionnel
Charles Jeanmaire se fait remarquer par ses capacités et entre au lycée de Nancy, puis dans un lycée parisien où il prépare avec succès l'entrée à École normale supérieure (France) en 1863. À sa sortie de l'école, il est nommé professeur de 2e au lycée de Bourg-en-Bresse (1866). Il est ensuite affecté au lycée d'Alger comme chargé de cours de philosophie (1869), puis, après son succès à l'Agrégation de philosophie en France, comme titulaire du poste (1875). À son retour d'Alger, il devient inspecteur d'académie, d'abord à Tarbes (1878), puis à Toulouse (1879). En 1882, il est nommé recteur de l'Académie de Besançon puis celle d'Alger (1884), il y reste 24 ans. En 1908, il devient recteur de l'Académie de Toulouse et prend sa retraite (1911).

### Sa vie en Algérie
Charles Jeanmaire découvre l'Algérie où il revient en 1884 comme recteur à Alger. Il y développe l'enseignement des Indigènes qui était presque inexistant à son arrivée. Quand il revient en métropole, il laisse derrière lui plus de 300 écoles.
À l'école normale de Bouzareah, il impose une initiation à la langue arabe ainsi qu'à la langue kabyle. Il impose aussi l'apprentissage du français ainsi que du calcul.

## Publications
- L'idée de la personnalité dans la psychologie moderne : thèse présentée à la Faculté de Lyon, Toulouse, impr. de Douladoure-Privat, 1882, 433 p., in-8o (lire en ligne)

## Distinctions
- Officier d'académie (1872).
- Officier de l'Instruction publique (1879).
- Officier de la Légion d'honneur (1897). Il est fait officier par Louis Lépine, gouverneur général d'Algérie, le 28 mars 1898 à Alger.